# Kazma SC
El Kazma Sporting Club es un club de fútbol kuwaití de la ciudad de Kuwait. Fue fundado en 1964 y juega en la Liga Premier de Kuwait.

## Palmarés

### Nacional
- Liga Premier de Kuwait (4): 1986, 1987, 1994, 1996
- Copa del Emir de Kuwait (8): 1982, 1984, 1990, 1995, 1997, 1998, 2011, 2022
- Copa de la Corona de Kuwait (1): 1995
- Copa Federación de Kuwait (2): 2016, 2018
- Copa Al-Khurafi (2): 2004, 2007

### Internacional
- Copa de Clubes Campeones del Golfo (2): 1987, 1995

## Entrenadores

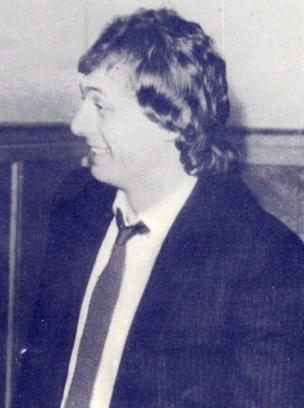
Ilie Balaci dirigió al Kazma en la temporada 2009–10

| Periodo           | Nombre            | Nacionalidad         |
| ----------------- | ----------------- | -------------------- |
| 1985–90           | Eddie Firmani     | Italia               |
| 1994–96           | Milan Máčala      | República Checa      |
| 1997–99           | Theo Bücker       | Alemania             |
| 1999              | Adam Marjan       | Kuwait               |
| 2001–02           | Fouzy Ibrahim     | Kuwait               |
| 2002–03           | Acácio Casimiro   | Portugal             |
| Jun 2004–Nov 2004 | Júlio César Leal  | Brasil               |
| 2004–05           | Johan Boskamp     | Países Bajos         |
| 2005–06           | Zlatko Krmpotić   | Serbia               |
| 2006–07           | José Garrido      | Portugal             |
| 2007–08           | Marinko Koljanin  | Croacia              |
| 2008–09           | Robertinho        | Brasil               |
| 2009–10           | Ilie Balaci       | Rumania              |
| 2010              | Jamal Yaqoob      | Kuwait               |
| 2010–12           | Milan Máčala      | República Checa      |
| 2012–13           | Miodrag Radulović | Montenegro           |
| 2013–15           | Jacenir Silva     | Brasil               |
| 2015–17           | Florin Motroc     | Rumania              |
| 2017–19           | Toni              | Portugal             |
| 2019–20           | Boris Bunjak      | Serbia               |
| 2020–21           | Beto Bianchi      | Brasil               |
| 2021–             | Darko Nestorović  | Bosnia y Herzegovina |

## Clubes Afiliados
- Boca Juniors